# Imeni Karla Libknechta
Imeni Karla Libknechta (in russo Посёлок имени Карла Либкнехта?; in italiano: villaggio che porta il nome di Karl Liebknecht) è un insediamento di tipo urbano della Russia europea, situato nel distretto Kurčatovskij dell'oblast' di Kursk.
Si trova sulla riva sinistra del fiume Sejm (affluente della Desna), circa 50 km a ovest-sud-ovest di Kursk.